# Szczycionek (jezioro)
Szczycionek – jezioro w woj. warmińsko-mazurskim, w powiecie szczycieńskim, w gminie Szczytno. Jezioro leży w pobliżu wsi Szczycionek, ok. 2,5 km od granic Szczytna.

## Opis
Wędkarsko jezioro zaliczane jest do typu linowo-szczupakowego. Obecnie jezioro hydrologicznie zamknięte, dawniej naturalnie połączone z Jeziorem Domowym Dużym. Do chwili obecnej teren między jeziorami wciąż jest podmokły. Położone w lesie, od północnego wschodu otaczają je zabudowania Szczycionka, na południu przebiega droga asfaltowa.
Dojazd ze Szczytna:
- od południa: drogą krajowa nr 53 na Olsztyn, za Korpelami w prawo wąską drogą asfaltową do Szczycionka.
- od północy: ulicą Podgórną do granic miasta, dalej przez Kamionek i dalej do Szczycionka.
- autobusem miejskim linia nr. 2

## Dane morfometryczne
Powierzchnia zwierciadła wody według różnych źródeł wynosi od 7,5 ha do 9,4 ha.
Pojemność jeziora wynosi 93,6 tys. m³ Głębokość maksymalna 9 m.

## Hydronimia
Według urzędowego spisu opracowanego przez Komisję Nazw Miejscowości i Obiektów Fizjograficznych (KNMiOF) nazwa tego jeziora to Szczycionek. W różnych publikacjach jezioro to występuje pod nazwą Scycionko lub Szczecionek.